# François de Glandevès du Castellet
François de Glandevès du Castellet, auch: Bailli de Glandevès; (* 22. Februar 1696 im Schloss Castellet-Saint-Cassien, Val-de-Chalvagne, Frankreich; † 31. März 1774 in Marseille, Frankreich) war ein französischer Marineoffizier und Edelmann des 17. und 18. Jahrhunderts. Er diente in der französische Marine, in der er zum Ende seiner Karriere den Dienstgrad eines Chef d’escadre des armées navales erreichte.

## Biografie

### Herkunft und Familie
François Glandevès stammt von der Familie de Glandevès ab, einer mächtigen und alten Adelsfamilie aus der Provence, die gute, auch verwandtschaftliche Beziehungen zu anderen einflussreichen Familien der Region unterhielt.
Seine Eltern waren Jean de Glandevès, Herr von Le Castellet und Entrevaux, der 1701 zum ersten Konsul von Aix und zum Staatsanwalt des Pays d’Aix gewählt wurde, und dessen Frau Marie de Flotte d’Agoult de Saint Auban (* 1658, † 6. Juli 1724). Seine Eltern hatten am 5. Oktober 1686 geheiratet. Aus der Verbindung gingen die folgenden Kinder hervor:
- Honoré de Glandevès, Herr von Le Castellet (1688–1776), verheiratet am 20. Januar 1724 in Marseille mit Marie Hiéronyme de Bruny (* 1709).
- Pierre-André de Glandevès du Castellet (1689–1764), Lieutenant-général des armées navales und Malteserritter
- François de Glandevès du Castellet
- Anne Marguerite de Glandevès († 1768). Sie heiratete am 27. November 1713 in Draguignan Joseph Barthélémy de Rafélis, Seigneur de Broves (1686–1758). Ihr Sohn, Jean Joseph de Rafélis de Broves (1715–1782), wurde später ebenfalls Lieutenant-général des armées navales.

## Militärische Karriere
Glandevès du Castellet wurde 1712 im Alter von 16 Jahren in den Ordens vom Heiligen Johannes zu Jerusalem aufgenommen, wurde aber nie für den Orden tätig oder legte sein Gelübde als Ritter des Ordens ab. Ab 1713 gehörte er der königlichen Marine an und trat dem Corps des Galères (deutsch: Galeeren-Korps) bei, wo er zunächst in einer Kompanie der Garde de l’Étendard oder Garde du Pavillon eingesetzt wird. Weiterhin absolvierte er einige Feldzüge und durchläuft alle Dienstgrade. Er verlässt das Galeerenkorps 1749, als dieses aufgelöst wird.
Er wechselt 1749 mit dem Rang eines Capitaine de Vaisseau (Kapitän zur See) in das Schiffskorps. Er wird 1757 zum Adjutanten in Marseille ernannt, muss aber bis 1767 warten, um eine Provision als Chef d’escadre des armées navales zu erhalten, zweifellos benachteiligt durch seine Karriere im Galeerenkorps.
Er wurde zum Kommandanten des Marinehafens von Marseille ernannt. Er starb in dieser Position am 31. März 1774 in Marseille im Alter von 78 Jahren.